# كيوسه (طوكيو)

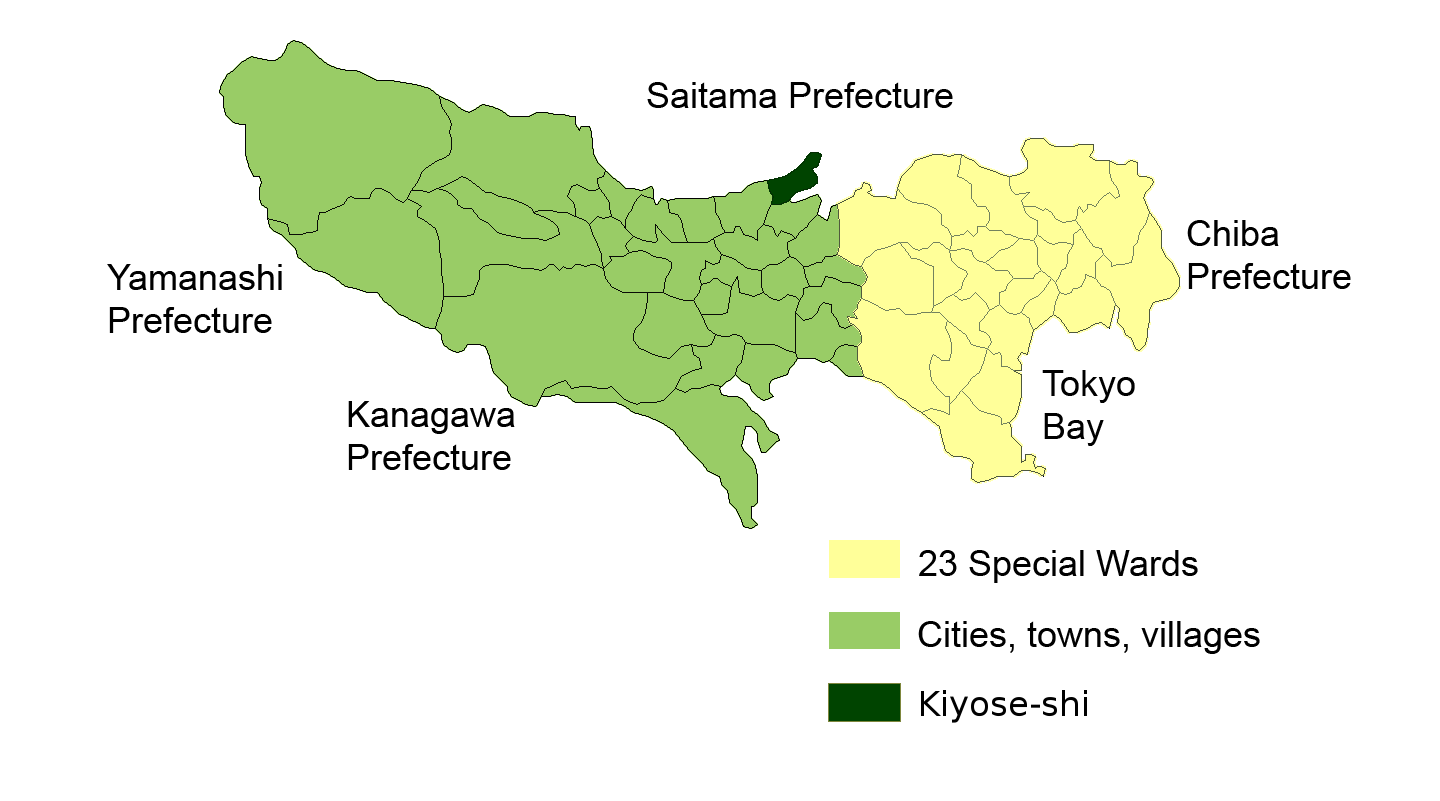
موقع مدينة كيوسه ضمن محافظة طوكيو

مدينة كيوسه  (باليابانية: 清瀬市 كيوسه-شي) هي مدينة تقع في طوكيو، اليابان.
في عام 2007، وصل التعداد السكاني للمدينة إلى 73,601 نسمة والكثافة السكانية 7,222.87 نسمة في الكيلومتر مربع، والمساحة الإجمالية 31,712 كم مربع.

## أعلام
- إمي فوجيتا
- ماكي هوريكيتا

## وصلات خارجية
- موقع مدينة كيوسه باللغة اليابانية